# Laura Dreyfuss
Laura Catherine Dreyfuss (Nova Jersey, 22 de agosto de 1988) é uma atriz e cantora americana. Ela é mais conhecida pelo seu papel como Zoe Murphy no musical da Broadway Dear Evan Hansen, Maddison MCarthy na série de televisão Glee e McAfee Westbrook na série de televisão The Politician.

## Filmografia

### Cinema
| Ano  | Título      | Papel                            |
| ---- | ----------- | -------------------------------- |
| 2017 | After Party | Lana                             |
| 2021 | Voyagers    | Técnica de fertilização in vitro |

### Televisão
| Ano       | Título                    | Papel            | Notas                   |
| --------- | ------------------------- | ---------------- | ----------------------- |
| 2015      | Glee                      | Madison McCarthy | 11 episódios            |
| 2018      | The Marvelous Mrs. Maisel | Deecy            | 2 episódios             |
| 2019–2020 | The Politician            | McAfee Westbrook | 15 episódios            |
| 2022      | Atlanta                   | Amber            | Episódio: "Three Slaps" |

## Teatro
| Ano       | Título                                    | Papel       |
| --------- | ----------------------------------------- | ----------- |
| 2010–2011 | Hair                                      | Swing       |
| 2012–2013 | Once                                      | Garota      |
| 2013–2014 | What's It All About? Bacharach Reimagined | Performance |
| 2015–2018 | Dear Evan Hansen                          | Zoe Murphy  |